# Clima del Ecuador
El clima del Ecuador es tropical y varía  con altitud, latitud y la región, debido a diferencias en la elevación y, hasta cierto punto, su proximidad al ecuador. Este se encuentra influenciado por su propia geografía, producto de esto se genera una gradiente de temperatura, de ~0 a 26 °C de temperatura promedio anual, por tal motivo existe una estrecha relación entre la elevación y temperatura.
Las tierras bajas costeras en la parte occidental de Ecuador son típicamente cálidas con temperaturas en la región de 24 °C. Las áreas costeras se ven afectadas por las corrientes oceánicas son calientes y lluviosas entre enero y abril y secas entre mayo y diciembre.

## Factores que inciden en el clima de Ecuador
Las características del clima responden a la diversidad de factores que modifican sus condiciones naturales como pueden ser la latitud geográfica, la altitud del terreno, dirección de las cadenas montañosas, las corrientes marinas, la dirección del viento.

Ubicación latitudinal de la célula de Ferrel y circulación general de las masas de aire en la atmósfera terrestre con respecto a la línea ecuatorial.

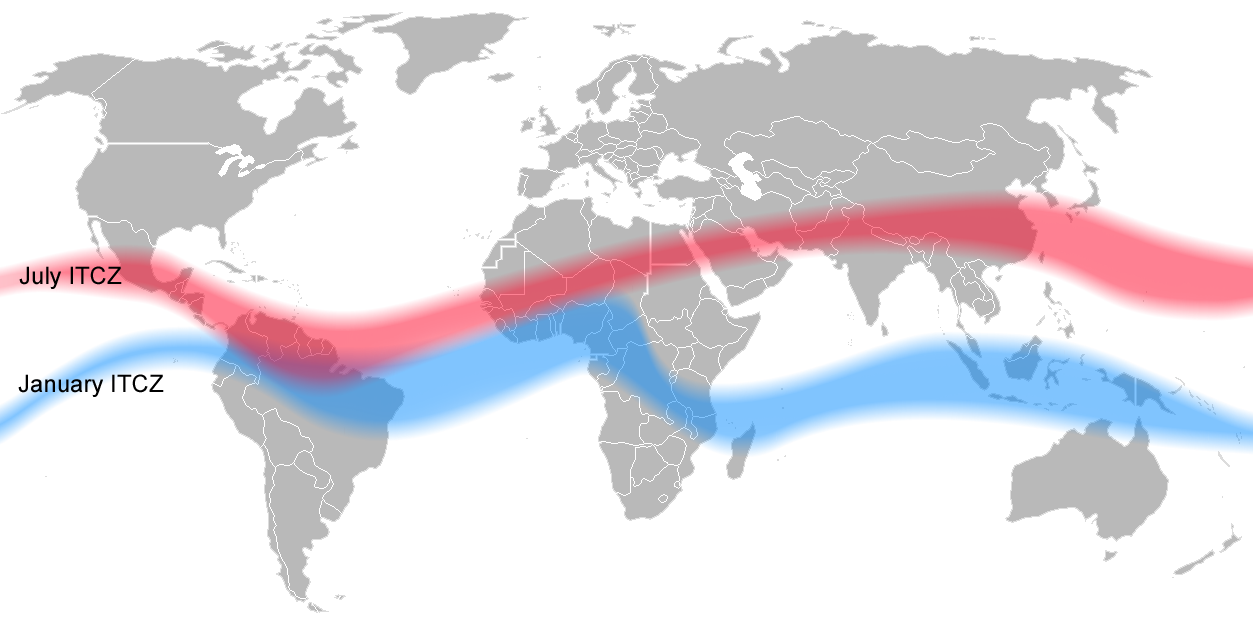
Ubicación de la Zona de Convergencia Intertropical (ZCIT) durante los meses de julio (rojo) y enero (azul).

### Latitud terrestre
Ecuador se ubica a 1° 28′ de Latitud Norte y 5° 01 de Latitud Sur y desde los 75° 11 en la planicie Amazónica hasta los 81° 01 de longitud Oeste la planicie Amazónica hasta los 81° 01 de longitud Oeste; en el centro de la zona tórrida, debido a esto se debería afirmar que el clima del país sea cálido en su totalidad, pero por la incidencia de los otros factores, el clima se modifica y no es homogéneo.

### Masas de aire y agua
Con respecto a la localización del país, este es influenciado por las masas de aire y agua, la radiación solar que repercute directamente en la zona ecuatorial provoca que las masas de aire húmedo ascienda y se precipiten en forma de lluvia cuando se enfrían, ocasionando altas precipitaciones y bajas presiones atmosféricas en todo el mundo; las masas de aire se dirigen hacia latitudes mayores (hacia el norte y al sur)cuando estas pierden humedad y luego descienden a las zonas subtropicales. El aire seco provoca condiciones desérticas a aproximadamente 30° de latitud norte y sur, posteriormente el aire adquiere nuevamente humedad cuando regresa a la zona ecuatorial a baja elevación y cuando llega al Ecuador y el ciclo se inicia otra vez formando la celda de Hadley. La Zona de Convergencia Intertropical (ZCIT) es una sección donde convergen la celda del norte y la del sur , esta zona cuando se mueve tiene una influencia en la estacionalidad de las lluvias en Ecuador; en julio la ZCIT se dirige hacia Centroamérica ocasionando que exista condiciones secas en la Costa y Sierra, por otra parte en el mes de enero la ZCIT retorna al Ecuador trayendo lluvias en ambas regiones.

#### En las llanuras continentales
Las masas de aire tropical continental sobre las llanuras amazónicas se conforman de masas e aire caliente cargadas de humedad procedente de la evaporación de los pantanos y evapotranspiración de la selva, aunque la húmedad es menor que las masas aire marítimo, las precipitaciones son importantes a lo largo de la cordillera Real, en sus ladera; de vez en cuando este enfriamiento invade la zona interandina, este tipo de aire también se forma en la zona litoral en partícular en la depresión del Guayas pero es de menor inciden y es intervenido por el aire marítimo.

#### Sobre la cordillera de los Andes
Las masas de aire templado continental se ubican entre los 2 000 y 3 000 metros de altura aproximadamente, el vapor de agua varía, nunca muy húmedo; el aire es denso debido a la altitud, estas masa se distribuyen en las hoyas interandinas, dando un tiempo estable y poco lluvioso.
Las masas de aire frío continental se distribuyen en las cumbres de los volcanes nevados, aunque existe húmedad, no presenta lluvias intensas debido al frío, dichas precipitaciones adoptan un estado líquido cuando la temperatura llega a menos de los 0 °C.
En la región Sierra se encuentra bajo la influencia de masas de aire tropical marítimo y tropical continental, a principios de septiembre el ZCIT,  se encuentra sobre el hemisferio Norte y en proceso de llegar al ecuador, después de rechazar los alisios SE moviliza hacia la zona continental las "masas de aire tropical marítimo". Estos, al sumarse a los alisios NE hacen principiar la estación lIuviosa. A fines de diciembre, el ZCIT comienza su migración hacia el Norte, detiene el movimiento anterior, y, sin que haya mayor ingreso de aire marítimo húmedo, provoca una Iigera recesión de la pluviometría que corresponde al lIamado "veranillo del Niño" de fines de diciembre-enero. Mientras tanto, debido a las fuertes temperaturas, las "masas de aire tropical continental" de la lIanura amazónica siguen reforzándose; al verse luego empujadas hacia la cordillera, ingresan en parte al callejón interandino y dan lugar a un segundo pico lIuvioso a partir de marzo.

### Corrientes marinas
Ecuador se encuentra influenciado por la corriente de Humboldt que nace en el océano glaciar del Antártico y recorre las costas de Sudamérica llegando hasta las costas de Manabí (Cabo Pasado), donde se desvía hacia las islas Galápagos,  esto no permite el paso de vientos cálidos y húmedos del Pacífico, por tal motivo las llanuras del sur y centro de la región litoral son zonas áridas debido a la baja evaporación del agua fría, además de precipitaciones escasas convirtiendo en muy secos a los suelos de la Península de Santa Elena.

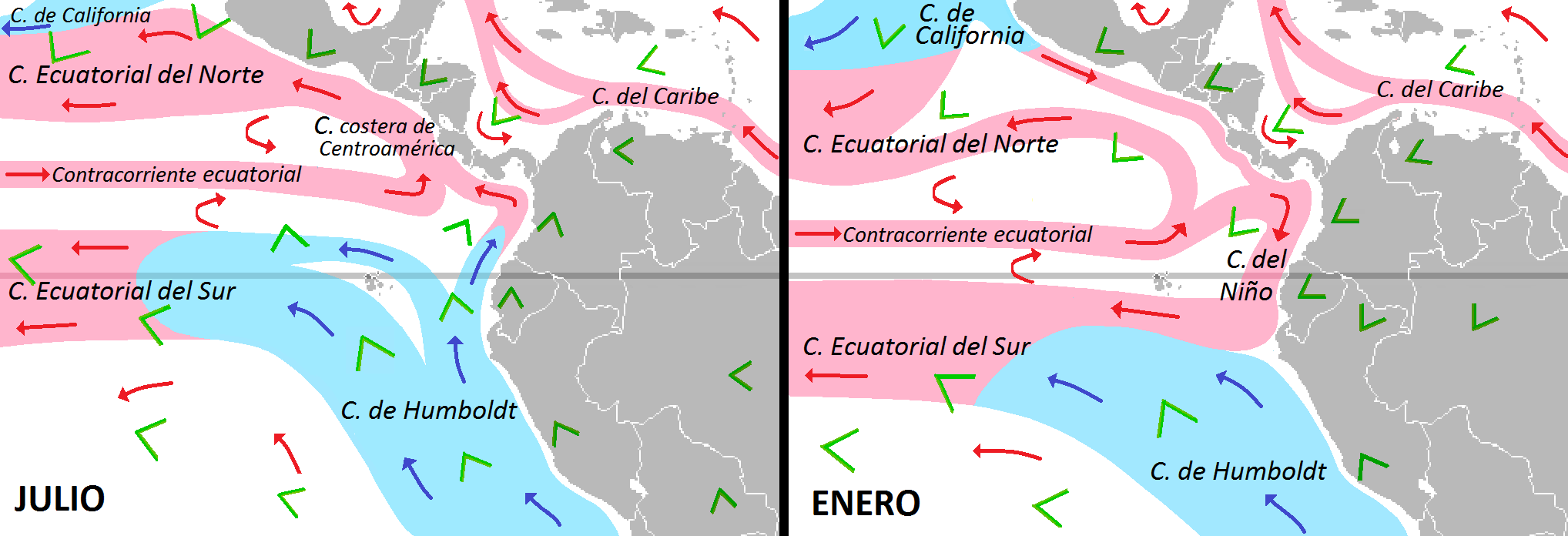
Interacción de corrientes marinas en la costa oeste de Sudamérica durante los meses de julio y enero.

La corriente cálida de El Niño tiene gran influencia desde el Cabo Pasado hacia el norte en la región litoral, esta provoca un considerable aumento en el régimen de las precipitaciones; esta corriente proviene desde el golfo de Panamá y llega a Ecuador anualmente en los meses de diciembre y abril dando inicio a la estación húmeda y cálida en la región.
La corriente de La Niña disminuye las precipitaciones, sucede entre mayo a diciembre dando inicio a la estación seca en la región.
El fenómeno de El Niño trascurre en un periodo de 3 y 7 años en el cual, las aguas superficiales oceánicas se calientan entre 1 °C y 3 °C en comparación a la normal, esto afecta directamente en la distribución de las precipitaciones en la zona tropical incidiendo también en el clima de la región, este fenómeno también influye sobre el archipiélago de Colón variando la temperatura en cada isla producto de los cambios de temperatura en el océano Pacífico, en las islas hubo una alteración en la cadena alimenticia, puesto que redujo la proliferación de nutrientes, como consecuencia existe una reducción de las poblaciones de especies nativas de las islas, en la zona continental del país ha tenido grandes afectaciones como fue en los años de 1982 y 1997, donde hubo grandes afectaciones en las áreas de cultivo, infraestructura y pérdidas humanas.
El fenómeno de la Niña en cambio transcurren de 2 a 5 años, las aguas superficiales se enfrían entre -1 °C y -3 °C
en comparación a lo normal incidiendo en la región y también influye en las Islas Galápagos.

## Elementos climáticos

### Temperatura
La gradiente térmica en la vertiente oriental de la cordillera difiere un poco de la observada en la vertiente occidental, donde se registra una temperatura promedio anual equivalente en ambas vertientes, a 2100 m s.n.m. La vertiente occidental a 200 m, presenta una temperatura promedio anual de 24.06 °C, por otra parte en la vertiente oriental incumbe temperaturas de 25.32 °C. A 3 600 m s. n. m. se registra una temperatura promedio de 8.32 °C en la vertiente oriental y 9.32 °C en; a vertiente occidental.

### Humedad relativa
La región amazónica registra niveles de humedad cercanos al 100% durante todo el año y la región litoral en el periodo lluvioso. En la región andina el porcentaje de humedad llega a un 80% en el periodo lluvioso y tiende a bajar hasta el 10% en la época seca

### Heliofanía
En las vertientes occidentales de la cordillera en la región litoral, específicamente en la llanura costanera a una altitud de 500 m, el promedio anual de horas de brillo solar es de alrededor de 600 y 1 700 horas, en las zonas más secas es donde mayoritariamente se evidencia esta fluctuación. En la región andina, entre 1 200 y 2 000 horas anuales se han registrado de insolación, esta fluctuación varía en lugares más lluviosos; en la región amazónica fluctúa una insolación de entre 1 000 y 1 400 horas anuales y en el archipiélago de Colón, el promedio anual de insolación se ubica alrededor de 2 000 horas anuales.
La duración del día cambio poco durante el año, cada día tiene 12 horas de luz solar, con 30 minutos de variación en cualquier punto del país. Los equinoccios en la línea ecuatorial son momentos donde se registra la mayor cantidad total de radiación solar, 13% más que en los solsticios, como consecuencia de ello existe una variación estacional baja en la temperatura promedio del aire en latitudes ecuatoriales.
Generalmente los valores más altos están en el sur del país, el archipiélago de Galápagos, la sierra norte y la Península de Santa Elena. Por ejemplo, la zona del país que registra los valores más altos forma parte dentro de una continuidad, como la franja que abarca Chile, Perú y la parte sur de Ecuador. Esta franja precisamente en zonas como el Desierto de Atacama en Chile presenta las tasas más altas de Sudamérica. 
Las provincias con las tasas más altas de brillo solar en promedio anual son: Loja de 1500 a 3000 horas, Galápagos 1200 a 2500 horas, Imbabura 1500 a 1800 horas y Pichincha 1200 a 1800 horas.

## Clasificación climática según Köppen[11]

##### Climas tropicales húmedos
- El tropical ecuatorial o lluvioso (Af) con lluvias intensas y alta humedad ambiental todo el año, y por sus temperaturas muy altas (superiores a los 25 o 30 °C); en la Costa se ubica en el extremo norte (junto a la frontera con la costa pacífica de Colombia) y se extiende por buena parte de la provincia de Esmeraldas, los piedemontes de las estribaciones occidentales andinas de Carchi, Imbabura y Pichincha (donde se forma el famoso bosque nublado), y la totalidad de la provincia de Santo Domingo. Mientras ya en la Amazonía compone su principal y más basto régimen térmico-pluvial pues se extiende por casi la mayoría del territorio de sus provincias (excepto Zamora Chinchipe y Napo). Por esta razón, es por extensión el más grande de Ecuador, pero también uno de los tres menos habitados. En Galápagos lo encontramos en las partes más altas de islas como Isabela, Santa Cruz, San Cristóbal.

- Existe un clima de transición, el tropical monzónico (Am) conocido como "clima del Chocó" y se caracteriza por su alta humedad relativa ambiental, pero a diferencia del tropical lluvioso, este concentra sus lluvias en el verano, y tiende a ser más seco durante el invierno, posee temperaturas elevadas también (en torno a los 25 °C); en el occidente se extiende desde el centro de la provincia de Esmeraldas hasta la provincia de Los Ríos, pasando por el noreste de Manabí, Santo Domingo, partes de Pichincha e Imbabura y los piedemontes andinos occidentales de Cotopaxi y Bolívar; con dos reductos en la costa de Muisne (extremo occidental de Esmeraldas), y en la región lluviosa del nororiente de Imbabura.

- El tropical de sabana o tropical sub-húmedo (Aw) se caracteriza por su humedad relativa alta, pero más menguada, temperaturas altas (con promedios superiores a los 25 °C casi todo el año), una isotermia diaria casi perfecta y con una estacionalidad mucho más evidente, con inviernos secos y veranos muy lluviosos, otra peculiaridad es el tipo de vegetación que se extiende por este clima, siendo el bosque caduco de la costa (una especie de bosque arbustivo no denso), los manglares son también muy usuales aquí. Este clima se extiende casi exclusivamente en la Costa, desde el centro sur de Esmeraldas hasta el extremo sur en las partes de piedemonte de la provincia serrana de Loja, en el límite con Perú. En el oriente, sin embargo, es apreciable al extremo sur, en la provincia de Zamora Chinchipe. Por tal razón, es por extensión el segundo más grande de Ecuador, y el más poblado, aquí se asienta la ciudad de Guayaquil, la ciudad más grande del país. En Galápagos se extiende por casi todas las islas grandes o medianas, siendo el de mayor extensión y población humana. Este clima tiene dos reductos de importancia en la región Sierra, el primero en la Hoya del Chota (entre Imbabura y Carchi), en un sitio de transición entre el Chocó andino y el valle seco; y el segundo entre Imbabura y Pichincha, donde sigue bordeando el Chocó andino hasta los valles mediterráneos del Oriente del cantón Quito.

Tipos de clima según Köppen de la República del Ecuador.
Clima ecuatorial lluvioso
Clima monzónico o subecuatorial
Clima tropical de sabana
Clima árido cálido o desértico cálido
Clima semiárido cálido
Clima estepario o semiárido templado y frío
Clima ecuatorial de montaña
Clima mediterráneo subalpino
Clima templado subhúmedo de montaña
Clima húmedo de montaña
Clima oceánico subpolar
Clima alpino tropical

#### Climas cálidos secos
- El semiárido cálido, estepa árida cálida o tropical seco ecuatorial (Bshx) se caracteriza por su baja humedad relativa, su alta isotermia diaria y anual, por periodos de sequía prolongados, y lluvias escasas repartidas a lo largo del año; el bosque seco ecuatorial está presente en este clima. Se extiende principalmente en la Costa, desde el centro norte de Manabí, casi toda la provincia de Santa Elena, bastas áreas del occidente de Guayas, la isla Puná, la porción norte-noreste de El Oro y en la porción suroeste de Loja. También se halla presente en tres reductos, todos en la Sierra, al norte en el valle del Chota (entre Imbabura y Carchi), al sur en Azuay ( Valle de Yunguilla, muy cerca a la ciudad de Cuenca) y Loja (en las Hoyas de Catamayo, Puyango y Macará). En Galápagos, se ubica en las áreas bajas de las islas Isabela, Santa Cruz, San Cristóbal, Floreana, y las esporádicas islas pequeñas al sur del archipiélago.

- El árido subtropical, desértico marino o desierto costero (BWhn) se caracteriza por su escasa humedad relativa ambiental, su isotermia anual (aunque no tanto diaria), por periodos de sequía prolongados, y la casi inexistencia de temporales de lluvia como tal, pero sí de garúas, con temperaturas elevadas (en torno a los 27 °C de media); el bosque seco ecuatorial también se extiende por este clima. Se ubica en los extremos occidentales del Ecuador continental, en las penínsulas manabitas de Manta y Santa Elena, el perfil costero de Guayas, el extremo oeste de la isla Puná y el archipiélago de Jambelí; y también se halla presente en el extremo sur del país, en la provincia de Loja (cantón Zapotillo). En las Galápagos, se halla presente en la isla Isabela, en su extremo suroriental y en un reducto entre los volcanes Sierra Negra y Alcedo.

#### Climas templados
- Clima húmedo de montaña, oceánico húmedo tropical de altura o clima serrano (Cfbi, o Cfb+i) se caracteriza por una humedad relativamente alta, una isotermia anual notable, pero más no diaria (pues las mañanas son cálidas y las noches frías), existe una época húmeda generalmente fría, y una época estival seca generalmente cálida, pero fresca, las temperaturas son muy benignas (entre los 12 °C y los 24 °C), los bosques suelen ser de muchos tipos, muchos de ellos densos y otros en matorral y arbustivo. Se ubica en casi todo el callejón interandino, pero principalmente en las estribaciones andinas que dan hacia el oriente, desde el extremo norte en Carchi hasta el extremo sur en Loja. Además, una buena parte de este clima se adentra en varias provincias del Oriente, principalmente Sucumbíos, Napo y Zamora Chinchipe. Es el tercer clima por extensión en el país, y el segundo más habitado. Aquí se encuentra la capital y segunda ciudad más grande de la nación, Quito, así como la tercera ciudad más grande, Cuenca. En Galápagos el clima se puede apreciar en el extremo suroccidental de la isla Isabela.

- Clima templado subhúmedo de montaña, de sabana alta, o tropical de altura (Cwb) se caracteriza por una humedad relativa algo alta, una isotermia de cierta forma sostenida a lo largo del año, pero con matices notorios entre sus estaciones, en las cuales, su temporada húmeda es calurosa, y su temporada seca es fría. Los piedemontes y bosques montanos son el principal bioma de este clima, que generalmente es frío en las noches y caluroso en las mañanas. Se lo encuentra principalmente en la Sierra Centro del país (provincias de Bolívar, Chimborazo, Cotopaxi y Tungurahua), en las estribaciones occidentales del mismo; con muchos reductos en el Austro de transición del país (entre la Costa y Sierra). En Galápagos se lo encuentra en un área remota del suroriente de la isla Isabela.

- Mediterráneo subhúmedo de montaña, ecuatorial de montaña semi seco, o generalmente conocido como de valle interandino (Csbi) se caracteriza por ser un clima templado, con una humedad relativa que varía, pero generalmente media, una isotermia muy notoria a lo largo del año, con una temporada seca cálida, y una temporada húmeda fría, sin embargo, posee un rango térmico estival por buena parte del año (18 °C de media); los bosques suelen ser semi densos y de matorral. Se extiende por varios valles ubicados por encima de los 1500 m s. n. m., y no más de 2500 m s. n. m.; los reductos más notorios se forman en el valle de Ibarra, en la provincia de Imbabura, al norte y en los valles orientales de Quito (valle de los Chillos).

- Estepa árida fría, semiárido de altura, estepa andina, o generalmente clima de altiplano (BSki) se caracteriza por ser un clima templado, con una humedad relativa seca casi todo el año, con una temporada lluviosa bien definida y muy fría, y una isotermia anual evidente, su temperatura suele estar con 15 °C de media, y su vegetación suele ser muy descubierta y más bien arbustiva. Se extiende por los alrededores de los valles interandinos, en laderas o estribaciones internas de la cordillera, resguardados de la humedad del Chocó y de la Amazonía, además suelen estar a altitudes superiores a los 2500 m s. n. m., los principales reductos los encontramos en la sierra centro, entre las provincias de Cotopaxi y Tungurahua.

#### Climas fríos
- Tundra andina, desierto andino o muy comúnmente conocido como páramo andino (ETH) se caracteriza por ser un clima frío, con escasa vegetación de altura, y mayor predominio de matorrales y pradera, con una humedad relativa considerable, por lo que generalmente se le conoce como una "esponja hídrica", pues en sus muy adaptadas especies de flora (Espeletia en especial) absorbe la humedad ambiental; tiene varias temporadas secas muy cortas, pues generalmente es lluvioso y nublado, las temperaturas promedio no suelen ascender de los 10 °C, siendo usuales noches y madrugadas con 0 °C o menos; se desarrolla a altitudes mayores a los 3000 m s. n. m. Se distribuye a lo largo de todas las estribaciones altas de los Andes, desde el norte hasta el sur, aunque los principales reductos están en Carchi, Azuay, Chimborazo, Imbabura, Napo y Pichincha. Alrededor del 7% del territorio del Ecuador es páramo.

- Gélido, desierto de hielo, EFH) conocido generalmente como de nieves perpetuas, está presente en las cumbres de los nevados, montañas y volcanes andinos a altitudes muy altas, desprovistos de casi todo tipo de flora y fauna, con temperaturas siempre cercanas a los 0 °C, una falta de oxígeno casi total y un índice de reflexión altísimo. El nevado Cayambe, la montaña del Chimborazo, el volcán Cotopaxi, y el Antisana y el Illiniza son los representantes de este clima. Aunque también se podría añadir al territorio donde se ubica la base Pedro Vicente Maldonado y el refugio República del Ecuador, ubicados en la Antártida, y que pertenecen de facto al país.

Paisajes bioclimáticos de Ecuador
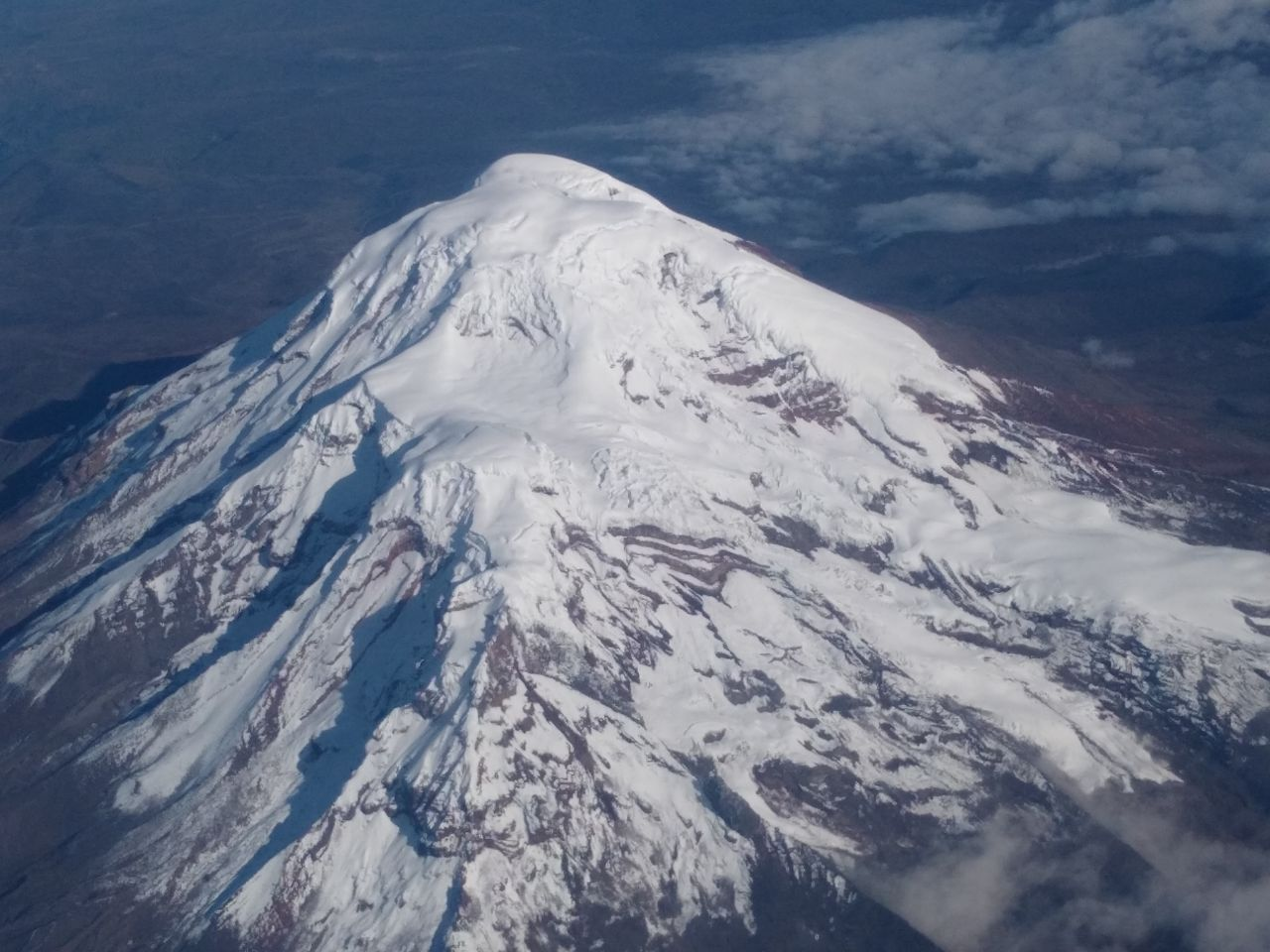
Clima gélido EF en las cumbres y faldas altas del volcán Chimborazo.
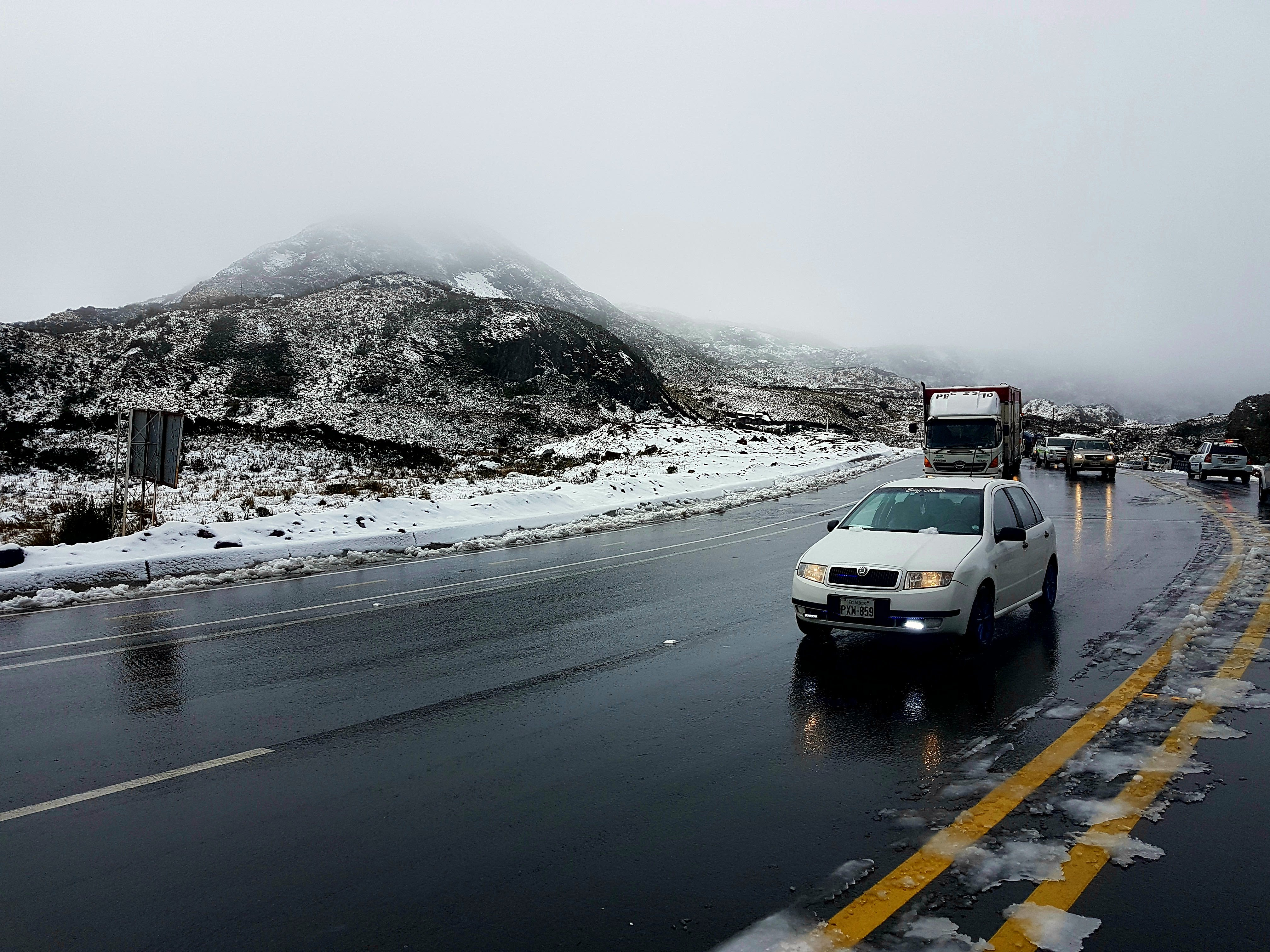
Clima de tundra ET en la vía a Papallacta en Napo.
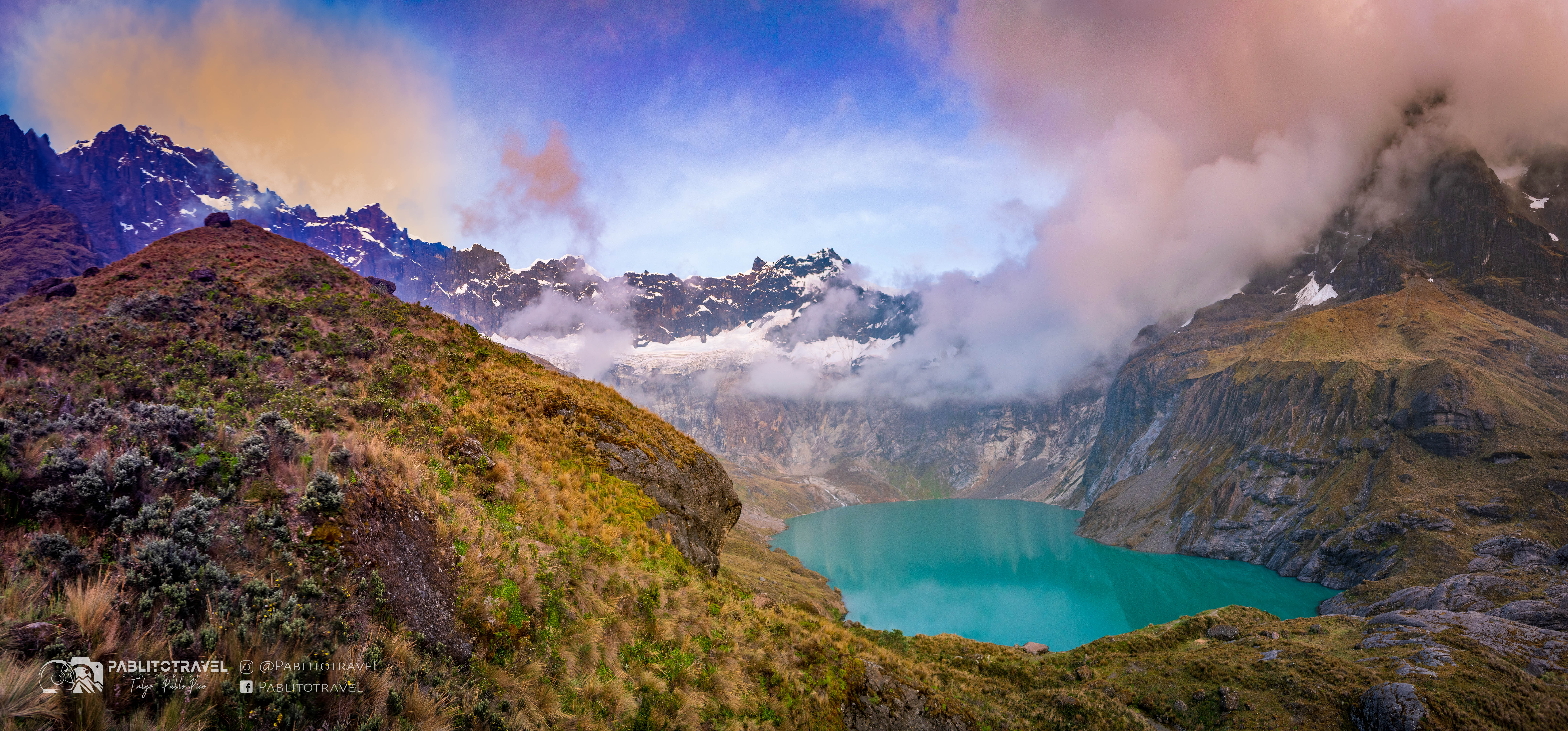
Clima alpino ETH en la Laguna Amarilla del volcán El Atlar.
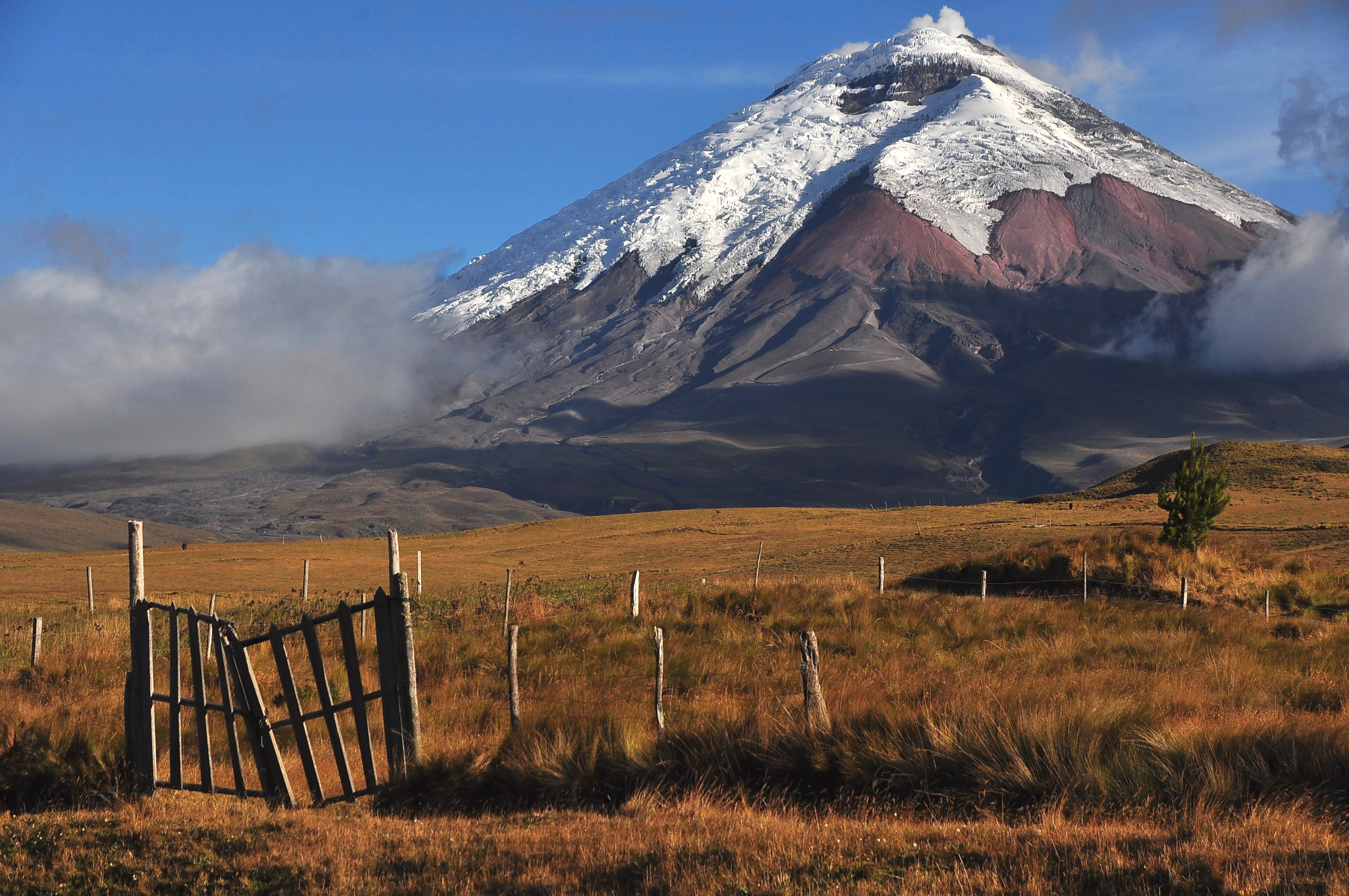
Clima de estepa BSk en las regiones montanas en Cotopaxi.
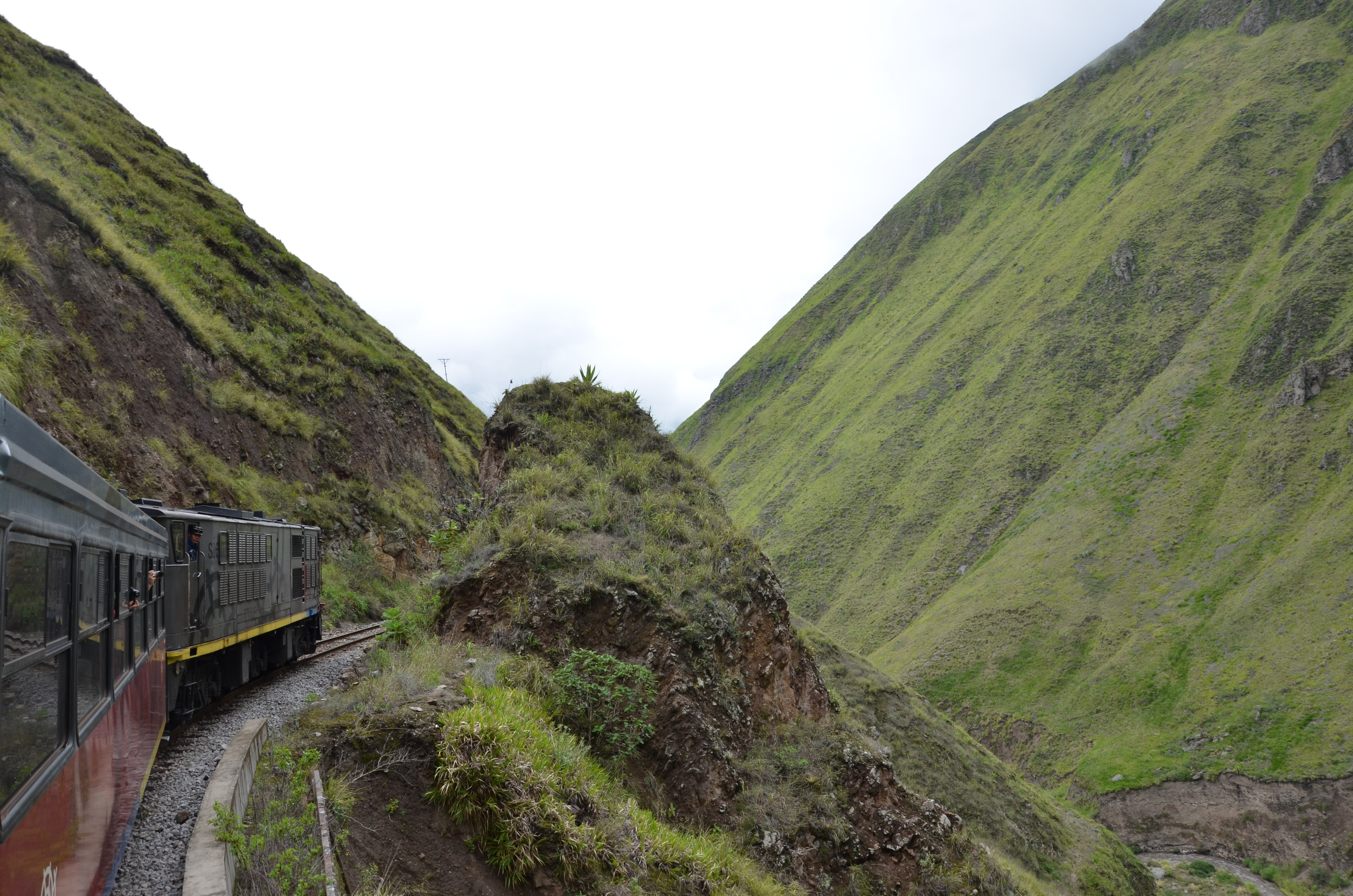
Clima templado subhúmedo de montaña Cwb en la Nariz del Diablo en la Sierra Centro.
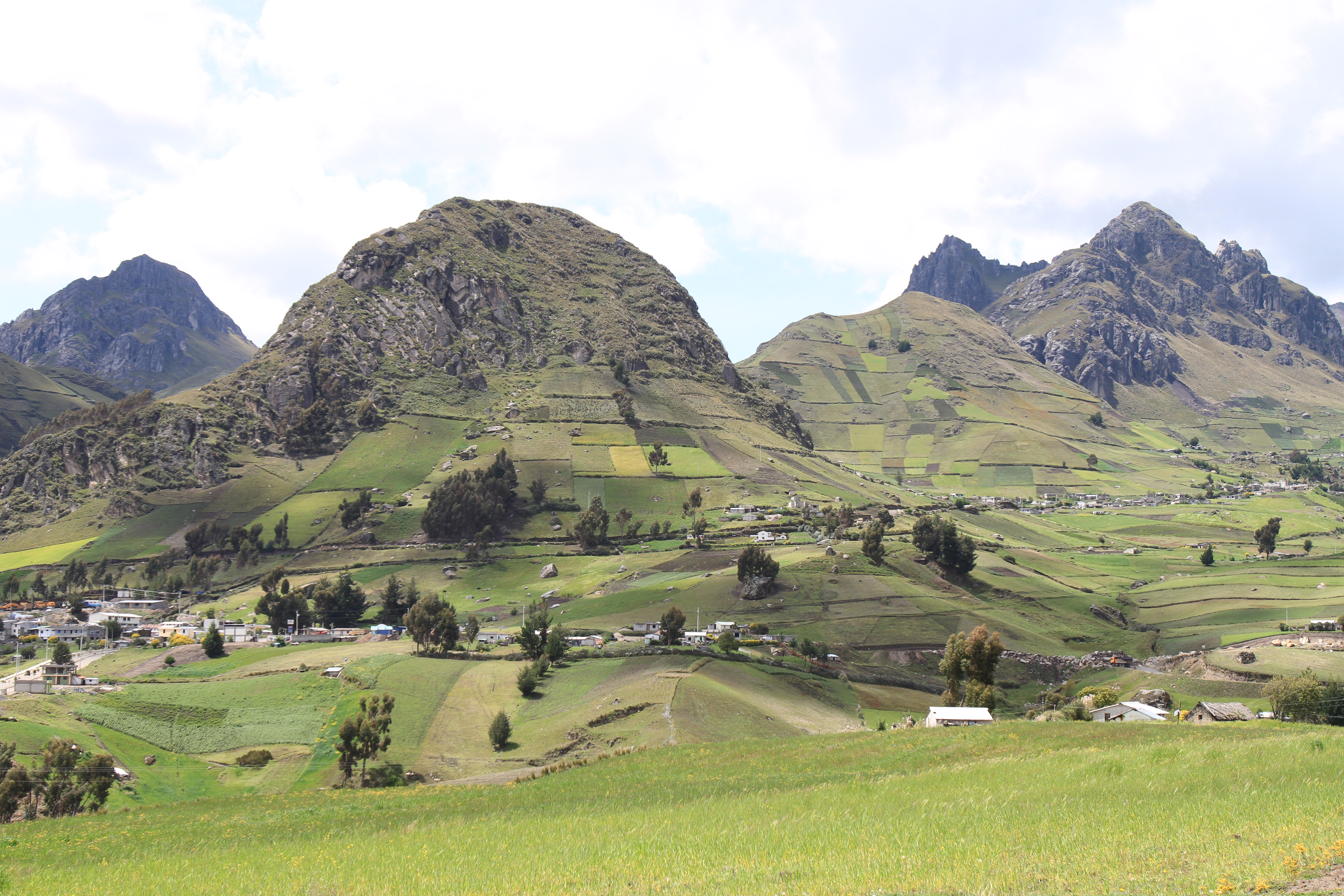
Clima mediterráneo subalpino Csc en la población de Zumbahua en Cotopaxi.
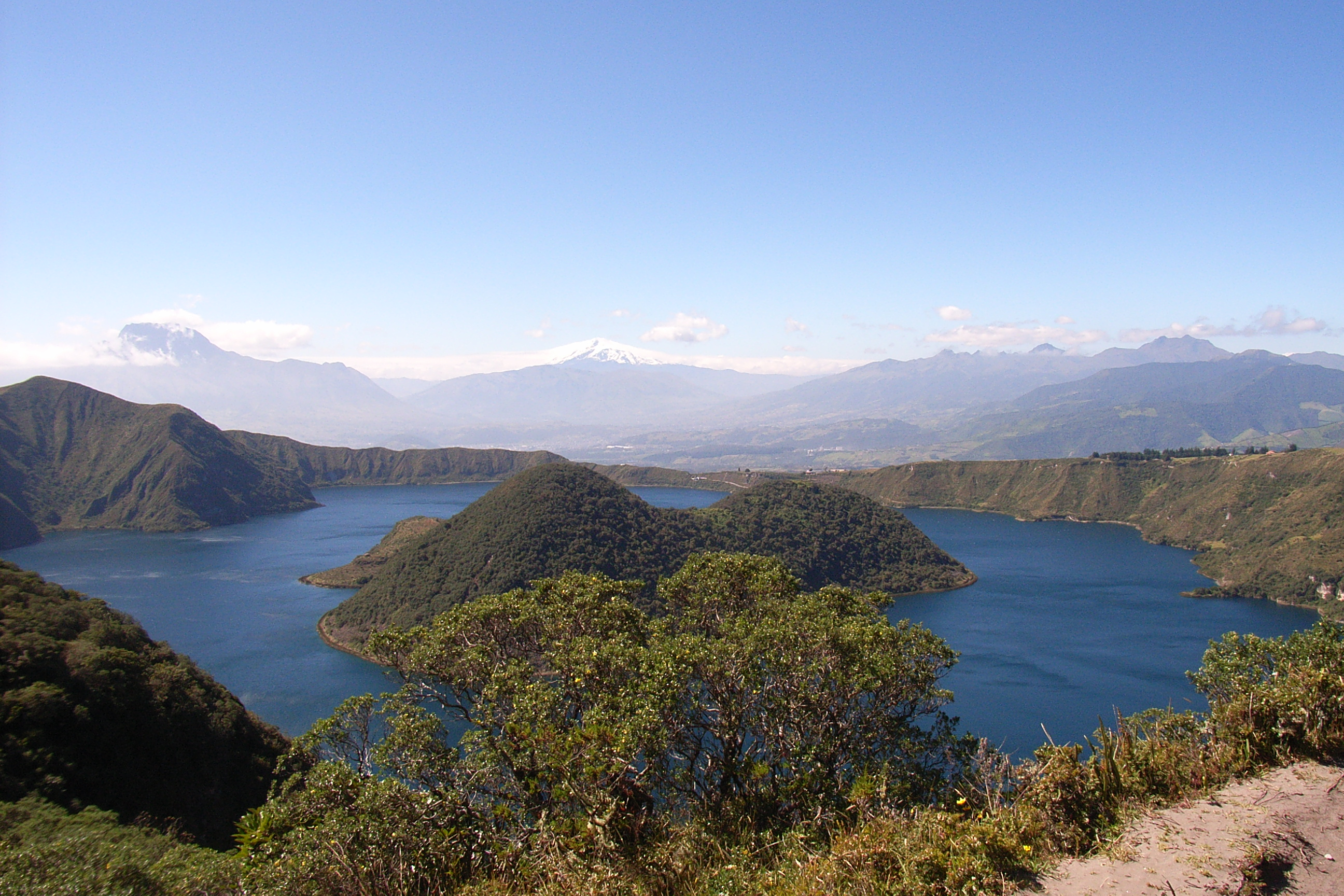
Clima océanico de montaña en el lago volcánico de Cuicocha en la Sierra Norte.
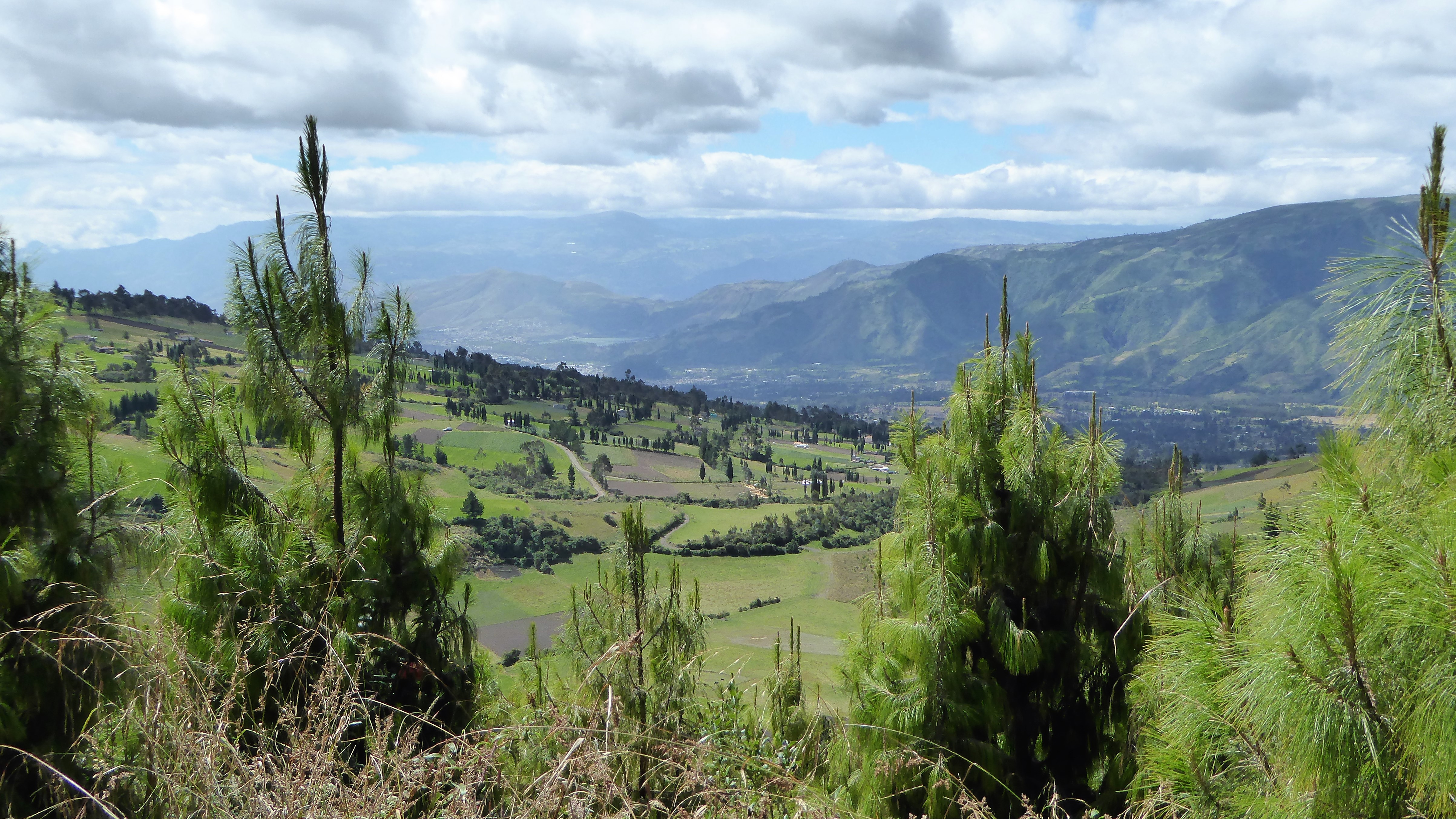
Clima oceánico en las lomas de Cubilche en Imbabura.
Clima mediterráneo de verano cálido Csb en la Laguna de Yahuarcocha (Ibarra).
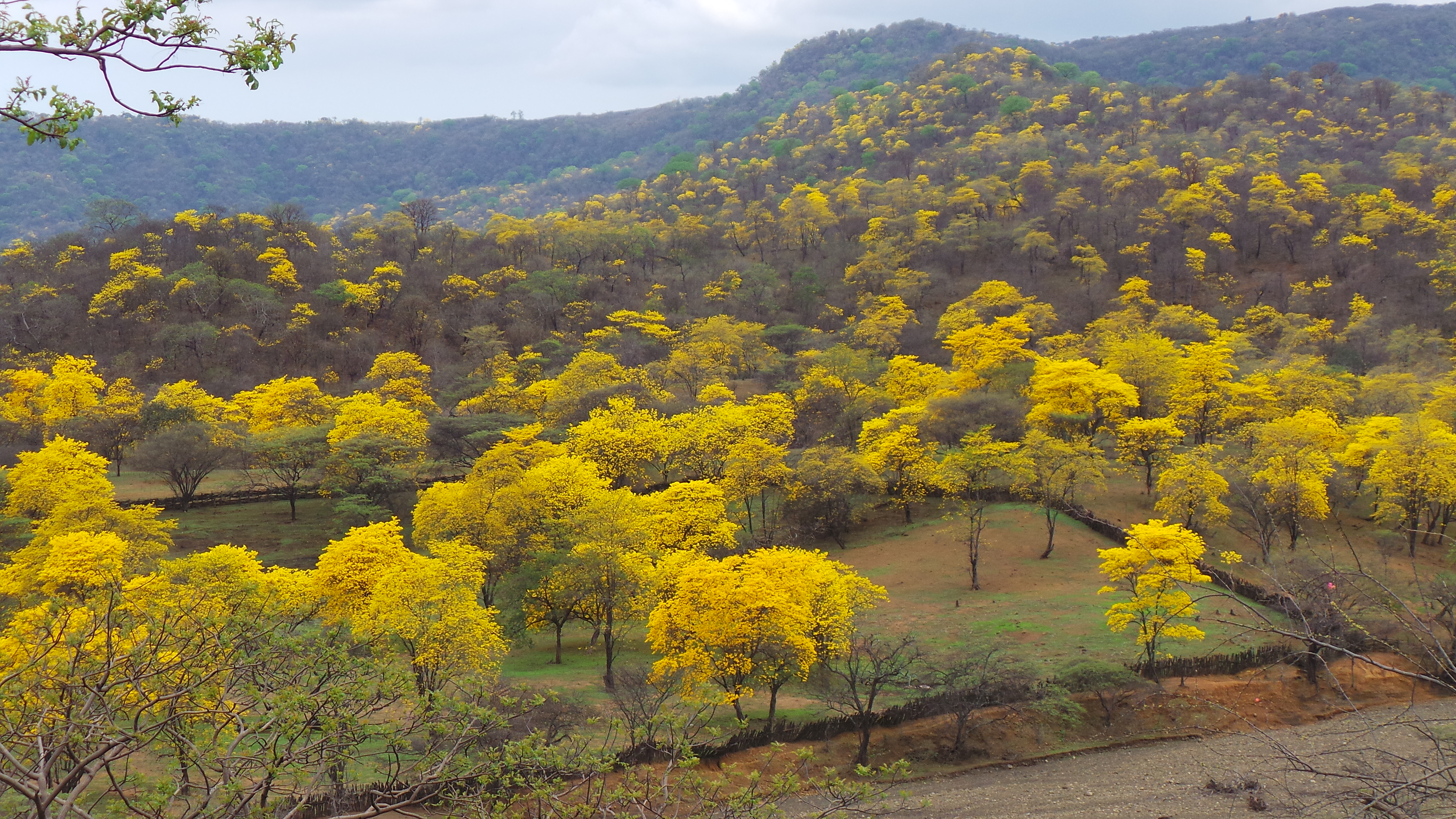
Clima semiárido cálido BSh en Mangahurco en los bosques secos de Loja al sur.
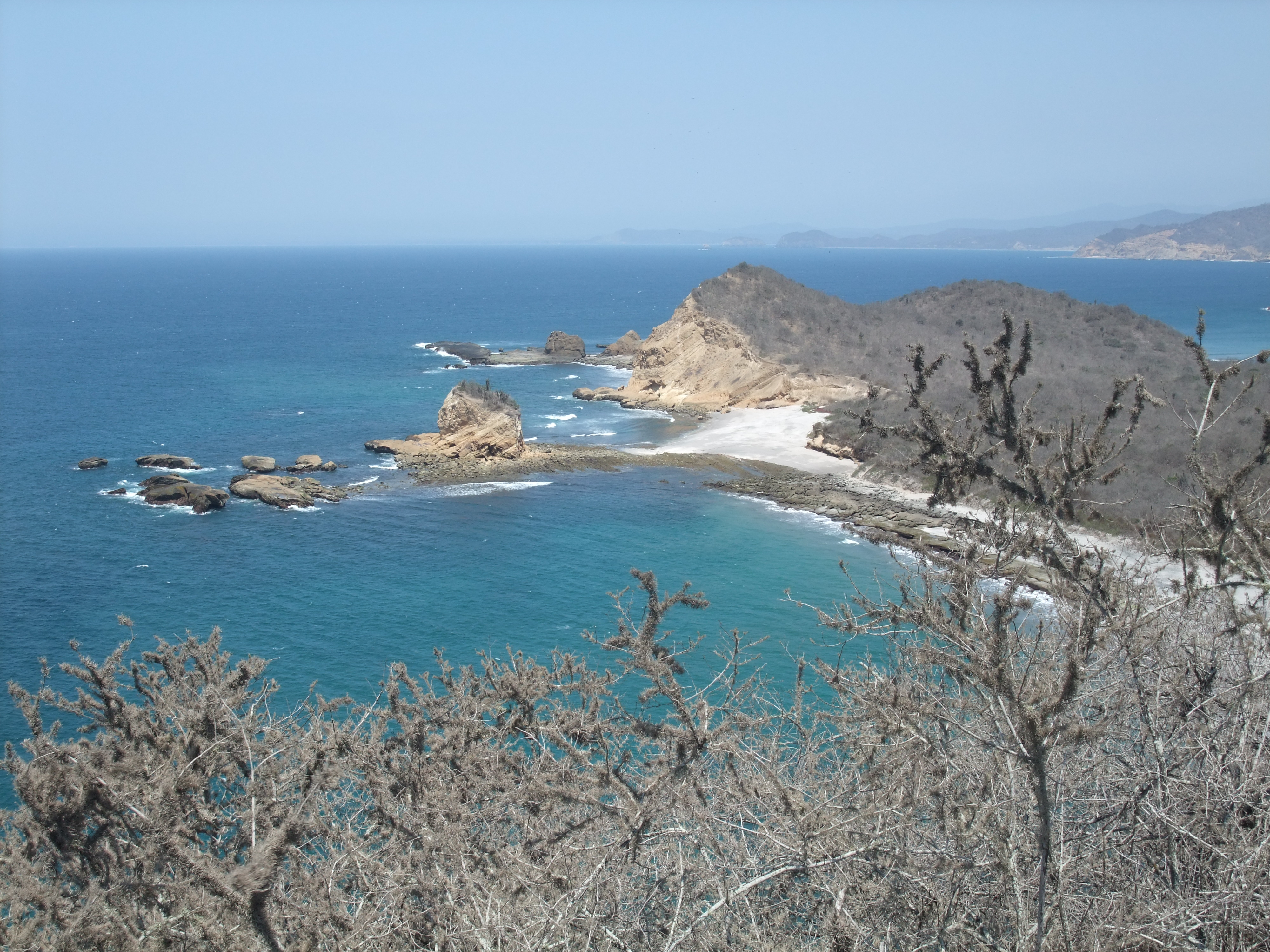
Clima tropical seco ecuatorial BShx en el Parque Nacional Machalilla en Manabí.
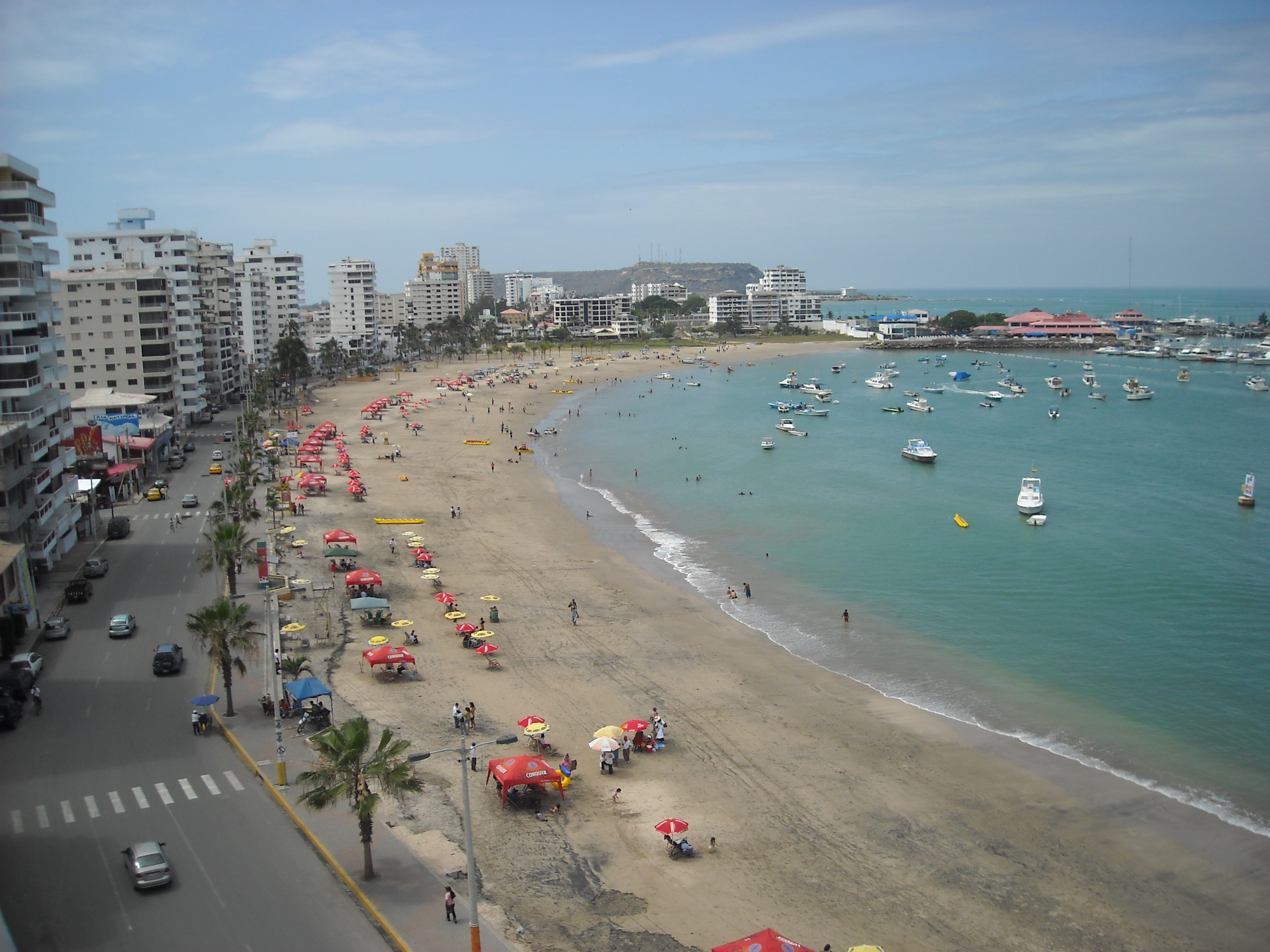
Clima desértico cálido BWh en las playas de Salinas en la península de Santa Elena.
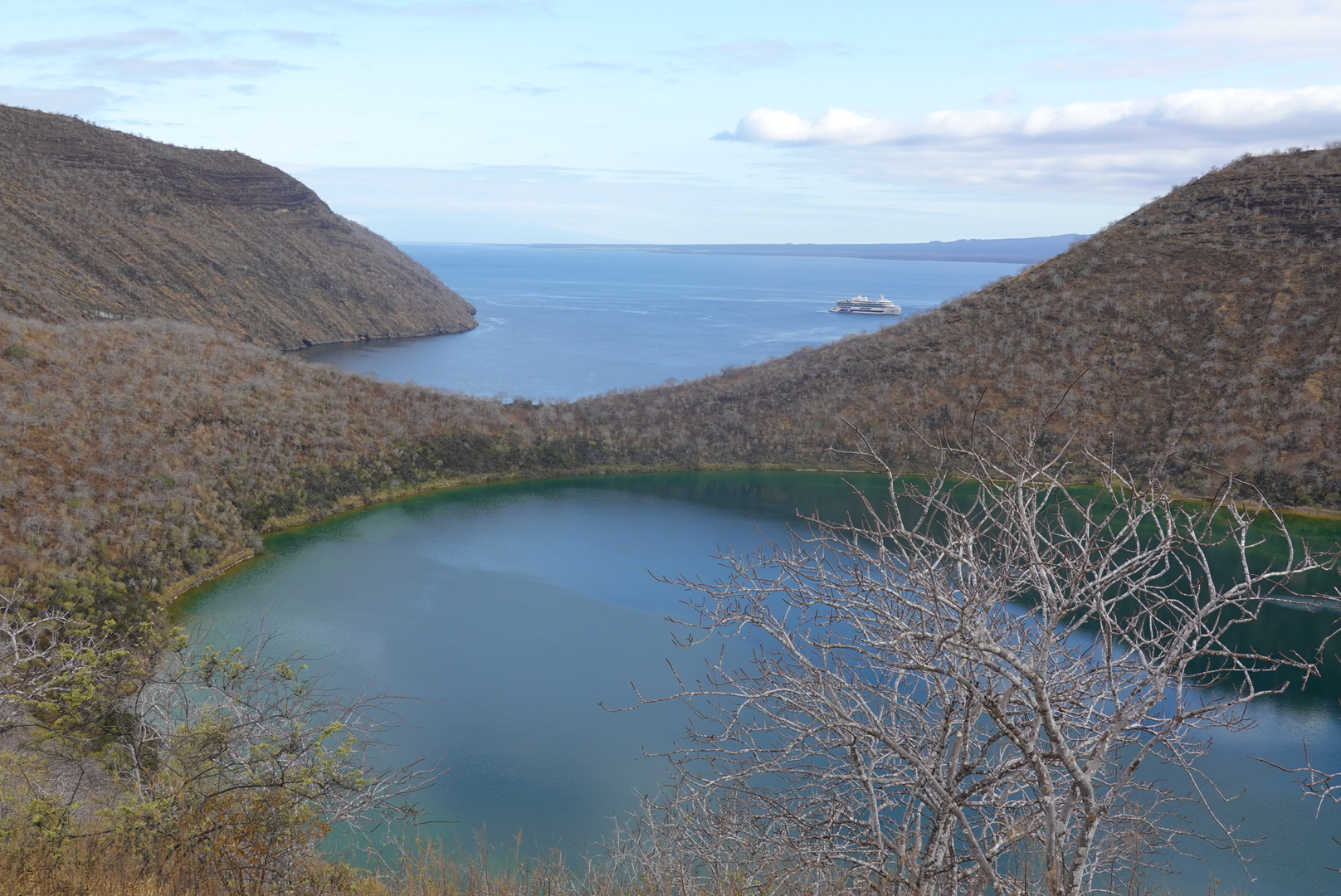
Climas de sabana seca Aw en las Islas Galápagos.
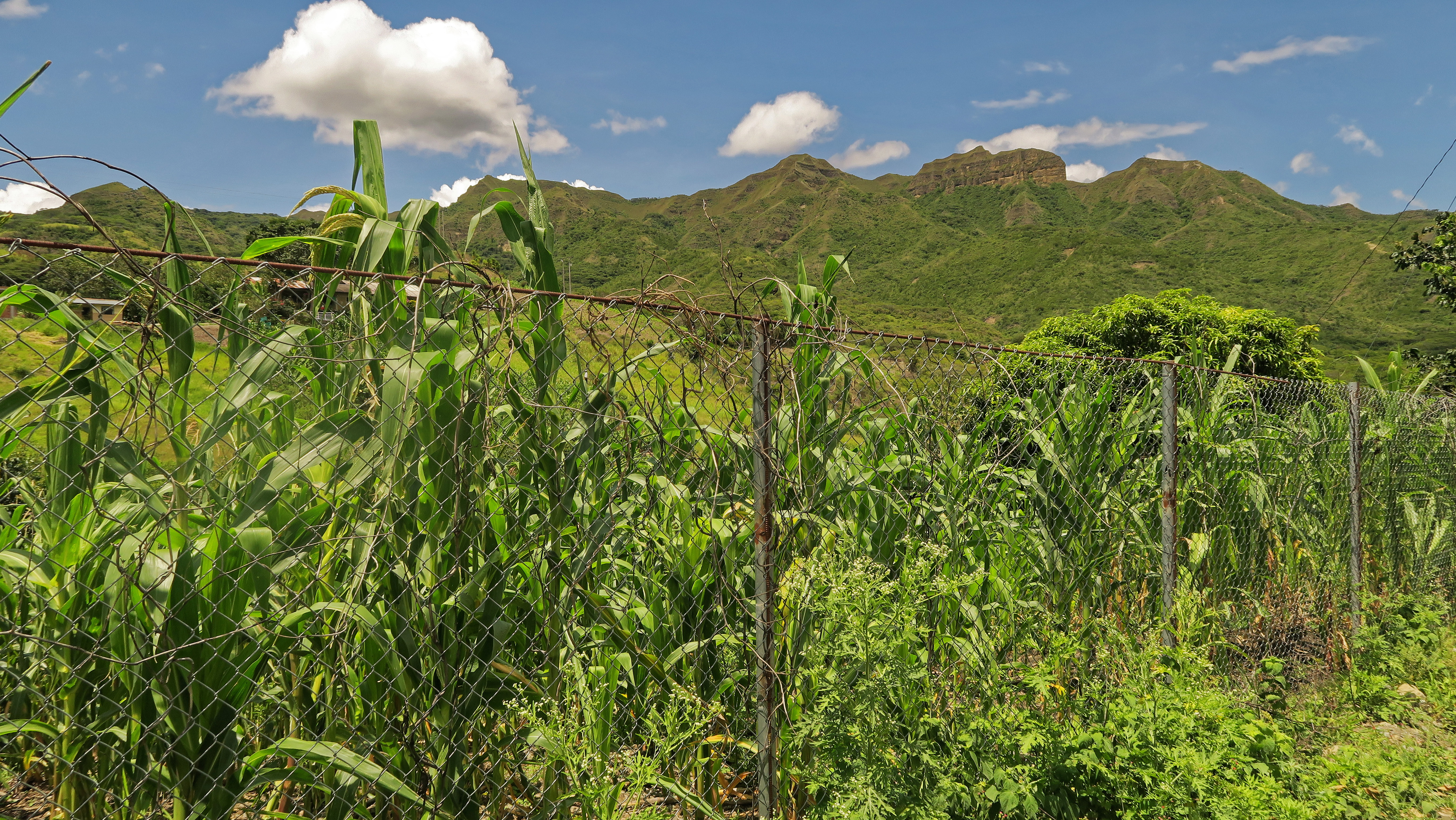
Clima tropical de Sabana Aw en el valle de Vilcabamba.
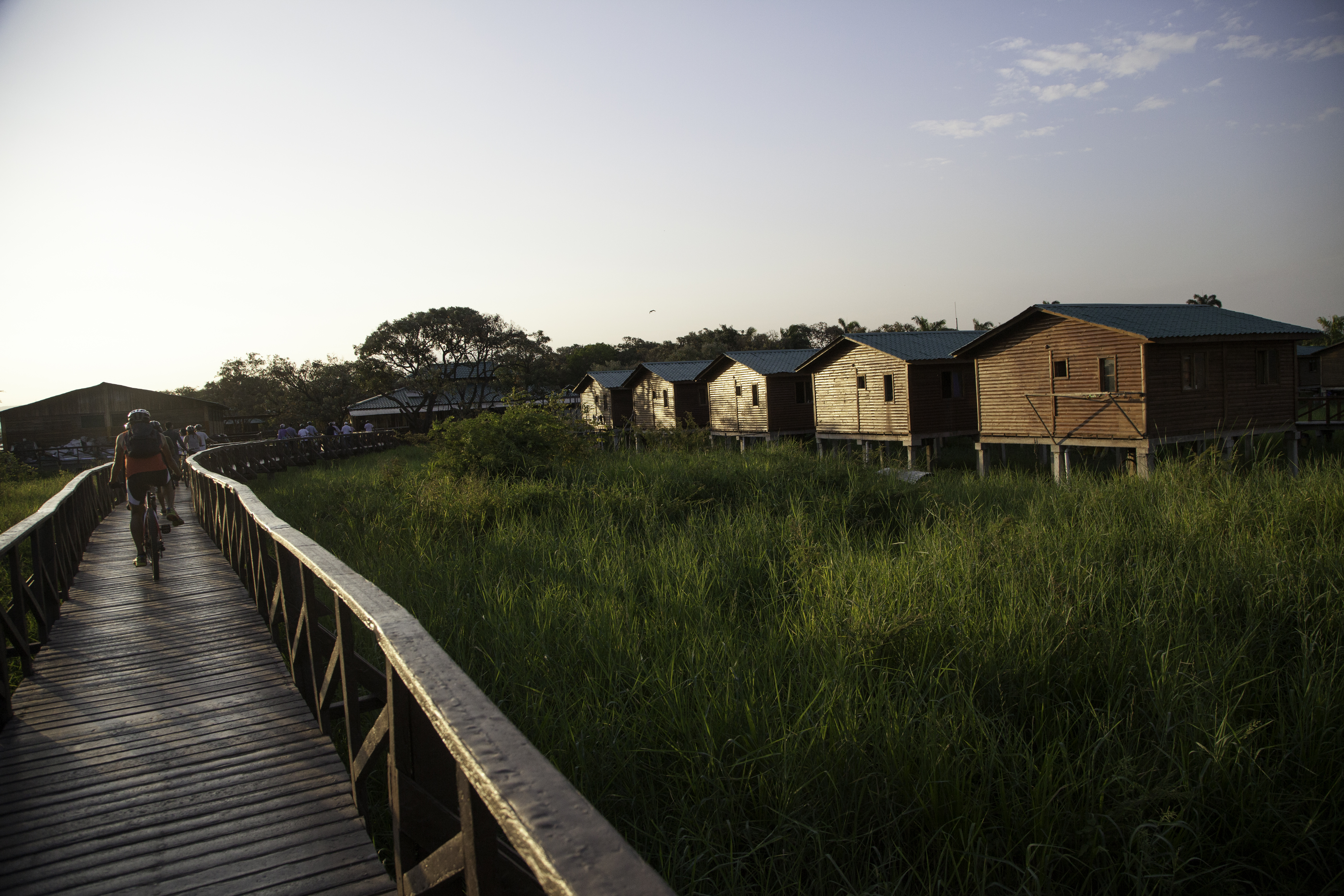
Clima tropical de sabana Aw en la isla Santay en el Golfo de Guayaquil.
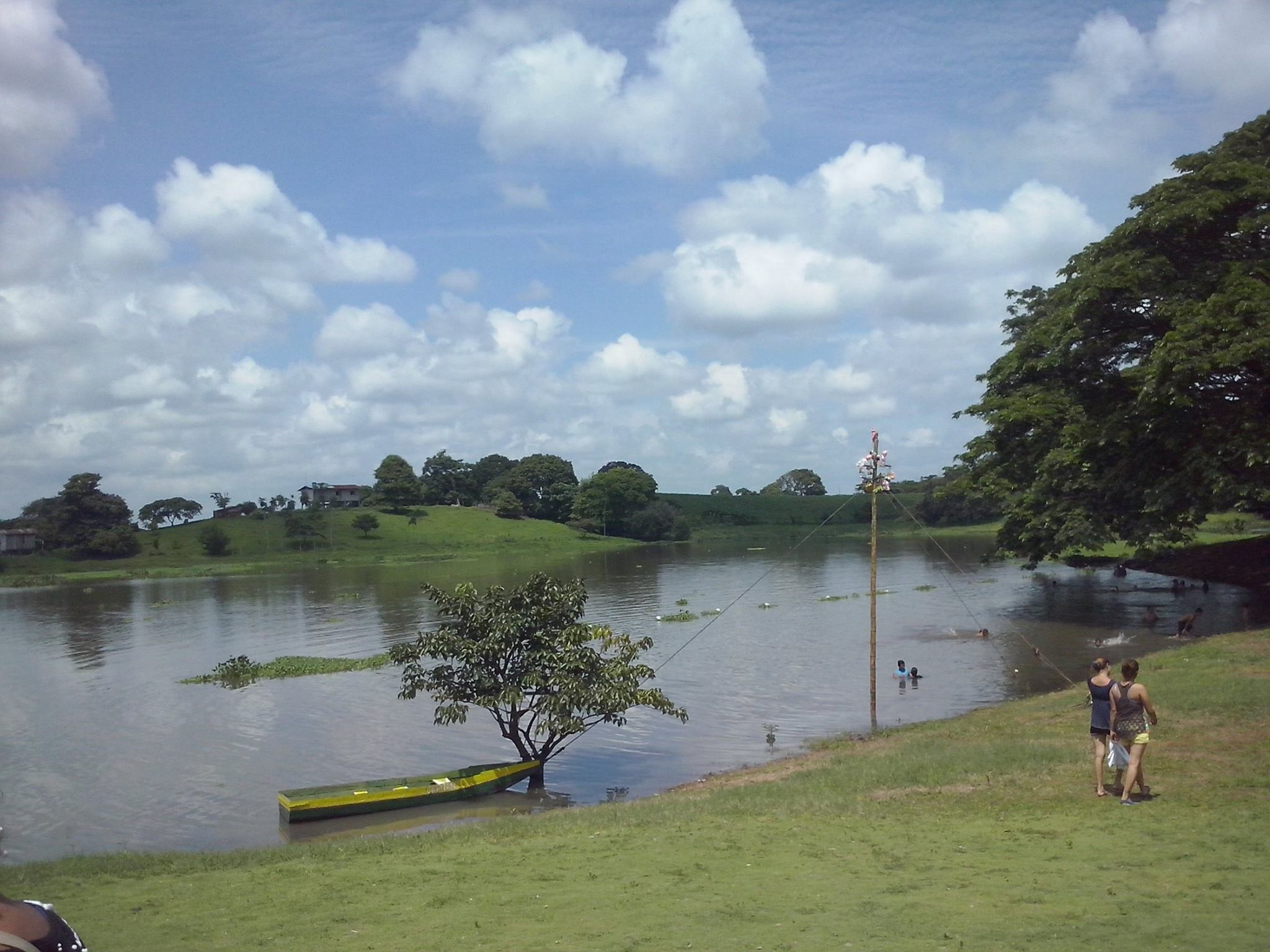
Clima monzónico Am en el humedal Abras de Mantequilla en Los Ríos.
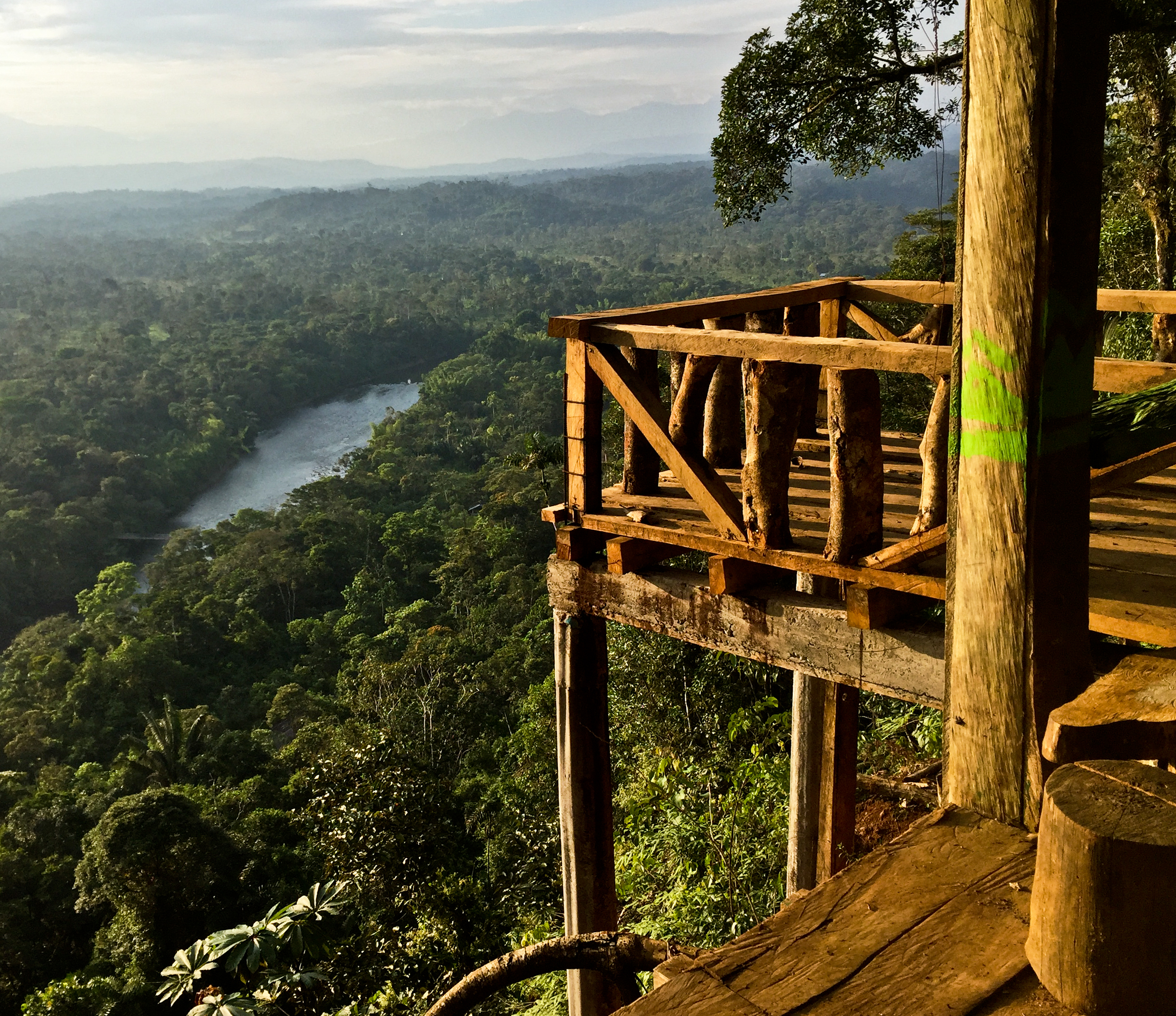
Clima de selva tropical Af en la provincia de Pastaza.
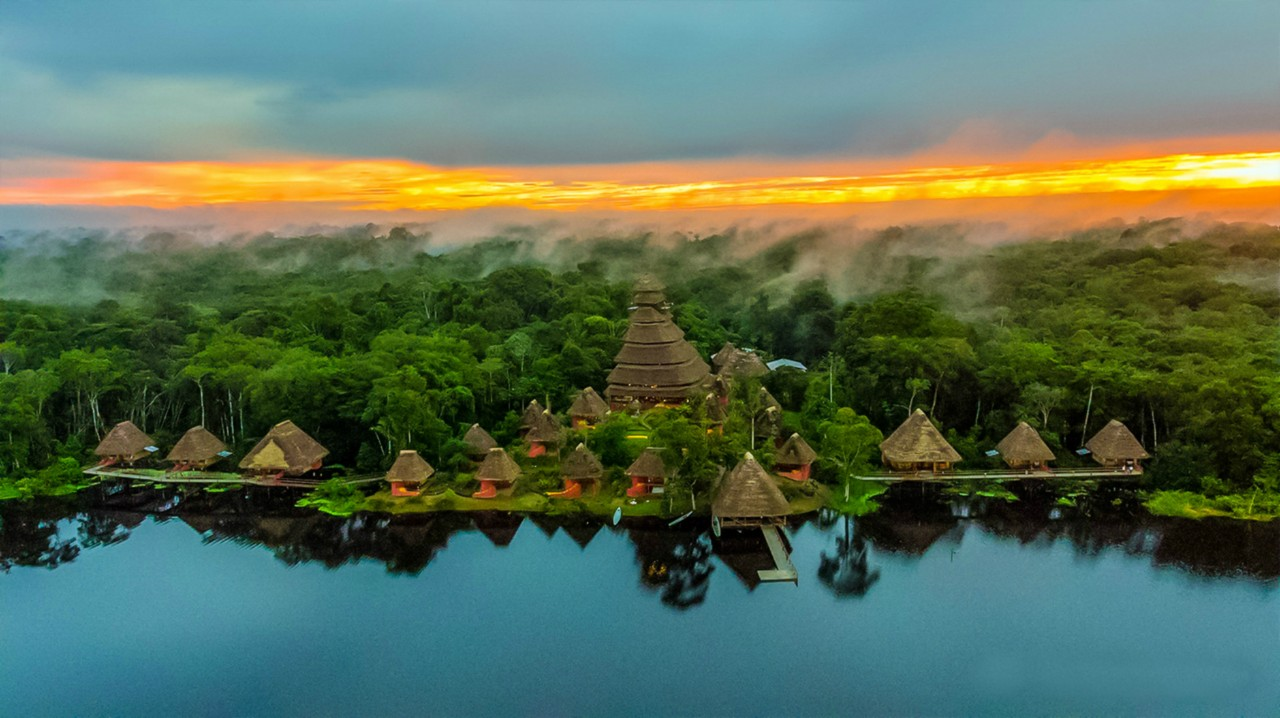
Clima ecuatorial Af o tropical de selva en el Napo Wild Resort.

A causa de su ubicación ecuatorial, cada zona climática presenta solo dos estaciones definidas: la húmeda y la seca, llamadas erróneamente «invierno» y «verano» respectivamente, al igual que ocurre en otras regiones del globo donde por sus emplazamientos próximos a la línea ecuatorial, no ocurren verdaderos inviernos y veranos.
Estas estaciones húmedas y secas causan en cada región del país diferentes estaciones climáticas. Son muy variables las temperaturas por la altura de la sierra, la región amazónica, la costa del país y la región insular.
Así, de enero a mayo es principalmente estación húmeda, con la mayor temporada de playa en toda la región litoral o costa ecuatoriana. En esos mismos meses en la sierra también es temporada húmeda, con la mayoría de días nublados y frescos.
Del modo contrario, de junio a diciembre en la región costa o litoral, es temporada seca, si bien algunas playas de clima más moderado siguen siendo disfrutadas (mayormente en la provincia de Esmeraldas) por los turistas, otras son algo más frescas (como Salinas) en comparación con otras épocas del año, y también reciben turistas de la sierra y países vecinos. En la sierra, en esos mismos meses el país tiene una estación seca, con días cálidos y soleados, y noches frías, más aún cuando el cielo está despejado.
La capital del país, Quito posee temperaturas primaverales casi todo el año, aunque durante la estación seca, las temperaturas pueden bajar incluso hasta los 3 °C por la noche, y pueden alcanzar los 26 °C durante el día. En días soleados, hay altos niveles de radiación que se presentan en la Sierra, por lo que es necesario utilizar protección para los rayos UV. Un extremo opuesto es la populosa ciudad de Guayaquil donde las temperaturas suelen incluso llegar a los 40 °C durante los primeros meses del año, dependiendo de cómo se presenten las lluvias.
| Parámetros climáticos promedio de Quito. Altitud: 2832 m s. n. m. | Parámetros climáticos promedio de Quito. Altitud: 2832 m s. n. m. | Parámetros climáticos promedio de Quito. Altitud: 2832 m s. n. m. | Parámetros climáticos promedio de Quito. Altitud: 2832 m s. n. m. | Parámetros climáticos promedio de Quito. Altitud: 2832 m s. n. m. | Parámetros climáticos promedio de Quito. Altitud: 2832 m s. n. m. | Parámetros climáticos promedio de Quito. Altitud: 2832 m s. n. m. | Parámetros climáticos promedio de Quito. Altitud: 2832 m s. n. m. | Parámetros climáticos promedio de Quito. Altitud: 2832 m s. n. m. | Parámetros climáticos promedio de Quito. Altitud: 2832 m s. n. m. | Parámetros climáticos promedio de Quito. Altitud: 2832 m s. n. m. | Parámetros climáticos promedio de Quito. Altitud: 2832 m s. n. m. | Parámetros climáticos promedio de Quito. Altitud: 2832 m s. n. m. | Parámetros climáticos promedio de Quito. Altitud: 2832 m s. n. m. |
| Mes                                                               | Ene.                                                              | Feb.                                                              | Mar.                                                              | Abr.                                                              | May.                                                              | Jun.                                                              | Jul.                                                              | Ago.                                                              | Sep.                                                              | Oct.                                                              | Nov.                                                              | Dic.                                                              | Anual                                                             |
| ----------------------------------------------------------------- | ----------------------------------------------------------------- | ----------------------------------------------------------------- | ----------------------------------------------------------------- | ----------------------------------------------------------------- | ----------------------------------------------------------------- | ----------------------------------------------------------------- | ----------------------------------------------------------------- | ----------------------------------------------------------------- | ----------------------------------------------------------------- | ----------------------------------------------------------------- | ----------------------------------------------------------------- | ----------------------------------------------------------------- | ----------------------------------------------------------------- |
| Temp. máx. media (°C)                                             | 14.8                                                              | 14.8                                                              | 15                                                                | 15.1                                                              | 15.3                                                              | 15.7                                                              | 16                                                                | 16.7                                                              | 16.3                                                              | 15.5                                                              | 15                                                                | 14.8                                                              | 15.4                                                              |
| Temp. media (°C)                                                  | 11.1                                                              | 11.2                                                              | 11.2                                                              | 11.3                                                              | 11.5                                                              | 11.4                                                              | 11.5                                                              | 11.7                                                              | 11.5                                                              | 11.3                                                              | 11.1                                                              | 11.1                                                              | 11.3                                                              |
| Temp. mín. media (°C)                                             | 8.8                                                               | 8.8                                                               | 8.7                                                               | 8.7                                                               | 8.8                                                               | 8.4                                                               | 8.3                                                               | 8.1                                                               | 8.3                                                               | 8.5                                                               | 8.5                                                               | 8.8                                                               | 8.6                                                               |
| Precipitación total (mm)                                          | 280                                                               | 270                                                               | 315                                                               | 311                                                               | 254                                                               | 156                                                               | 116                                                               | 119                                                               | 207                                                               | 274                                                               | 287                                                               | 288                                                               | 2877                                                              |
| Horas de sol                                                      | 12                                                                | 12                                                                | 12                                                                | 12                                                                | 12                                                                | 12                                                                | 12                                                                | 12                                                                | 12                                                                | 12                                                                | 12                                                                | 12                                                                | 144                                                               |
| Humedad relativa (%)                                              | 85                                                                | 86                                                                | 85                                                                | 84                                                                | 82                                                                | 76                                                                | 72                                                                | 83                                                                | 75                                                                | 83                                                                | 86                                                                | 86                                                                | 81.9                                                              |
| Fuente: https://es.weatherspark.com/countries/EC                  |                                                                   |                                                                   |                                                                   |                                                                   |                                                                   |                                                                   |                                                                   |                                                                   |                                                                   |                                                                   |                                                                   |                                                                   |                                                                   |

La precipitación varía 199 mm entre el mes más seco y el mes más húmedo. La variación en las temperaturas durante todo el año es 0.6 °C.
| Parámetros climáticos promedio de Guayaquil. Altitud: 8 m s. n. m.                                                | Parámetros climáticos promedio de Guayaquil. Altitud: 8 m s. n. m. | Parámetros climáticos promedio de Guayaquil. Altitud: 8 m s. n. m. | Parámetros climáticos promedio de Guayaquil. Altitud: 8 m s. n. m. | Parámetros climáticos promedio de Guayaquil. Altitud: 8 m s. n. m. | Parámetros climáticos promedio de Guayaquil. Altitud: 8 m s. n. m. | Parámetros climáticos promedio de Guayaquil. Altitud: 8 m s. n. m. | Parámetros climáticos promedio de Guayaquil. Altitud: 8 m s. n. m. | Parámetros climáticos promedio de Guayaquil. Altitud: 8 m s. n. m. | Parámetros climáticos promedio de Guayaquil. Altitud: 8 m s. n. m. | Parámetros climáticos promedio de Guayaquil. Altitud: 8 m s. n. m. | Parámetros climáticos promedio de Guayaquil. Altitud: 8 m s. n. m. | Parámetros climáticos promedio de Guayaquil. Altitud: 8 m s. n. m. | Parámetros climáticos promedio de Guayaquil. Altitud: 8 m s. n. m. |
| Mes | Ene.                                                               | Feb.                                                               | Mar.                                                               | Abr.                                                               | May.                                                               | Jun.                                                               | Jul.                                                               | Ago.                                                               | Sep.                                                               | Oct.                                                               | Nov.                                                               | Dic.                                                               | Anual                                                              |
| --- | ------------------------------------------------------------------ | ------------------------------------------------------------------ | ------------------------------------------------------------------ | ------------------------------------------------------------------ | ------------------------------------------------------------------ | ------------------------------------------------------------------ | ------------------------------------------------------------------ | ------------------------------------------------------------------ | ------------------------------------------------------------------ | ------------------------------------------------------------------ | ------------------------------------------------------------------ | ------------------------------------------------------------------ | ------------------------------------------------------------------ |
| Temp. máx. media (°C)                                                                                             | 26.1                                                               | 28.1                                                               | 28.5                                                               | 28.6                                                               | 27.9                                                               | 27                                                                 | 26.8                                                               | 27.2                                                               | 27.5                                                               | 27.6                                                               | 28.2                                                               | 28.7                                                               | 27.7                                                               |
| Temp. media (°C)                                                                                                  | 24.8                                                               | 25                                                                 | 25.3                                                               | 25.3                                                               | 24.7                                                               | 23.6                                                               | 23.1                                                               | 23                                                                 | 23                                                                 | 23.3                                                               | 23.7                                                               | 24.6                                                               | 24.1                                                               |
| Temp. mín. media (°C)                                                                                             | 23                                                                 | 23.2                                                               | 23.3                                                               | 23.3                                                               | 22.7                                                               | 21.5                                                               | 20.9                                                               | 20.6                                                               | 20.5                                                               | 20.8                                                               | 21.1                                                               | 22.2                                                               | 21.9                                                               |
| Precipitación total (mm)                                                                                          | 253                                                                | 390                                                                | 395                                                                | 323                                                                | 239                                                                | 155                                                                | 124                                                                | 89                                                                 | 101                                                                | 73                                                                 | 57                                                                 | 122                                                                | 2321                                                               |
| Horas de sol | 5.8                                                                | 5.9                                                                | 6.5                                                                | 6.5                                                                | 5.7                                                                | 5.0                                                                | 4.7                                                                | 4.9                                                                | 4.8                                                                | 4.4                                                                | 5.0                                                                | 6.0                                                                | 65.2                                                               |
| Humedad relativa (%)                                                                                              | 84                                                                 | 87                                                                 | 86                                                                 | 85                                                                 | 85                                                                 | 85                                                                 | 83                                                                 | 81                                                                 | 81                                                                 | 80                                                                 | 78                                                                 | 79                                                                 | 82.8                                                               |
| Fuente: Climate-data.org(https://es.climate-data.org/america-del-sur/ecuador/provincia-del-guayas/guayaquil-2962/ |                                                                    |                                                                    |                                                                    |                                                                    |                                                                    |                                                                    |                                                                    |                                                                    |                                                                    |                                                                    |                                                                    |                                                                    |                                                                    |

La diferencia en la precipitación entre el mes más seco y el mes más lluvioso es de 338 mm. La variación en las temperaturas durante todo el año es 2.3 °C.

## Efectos del cambio climático

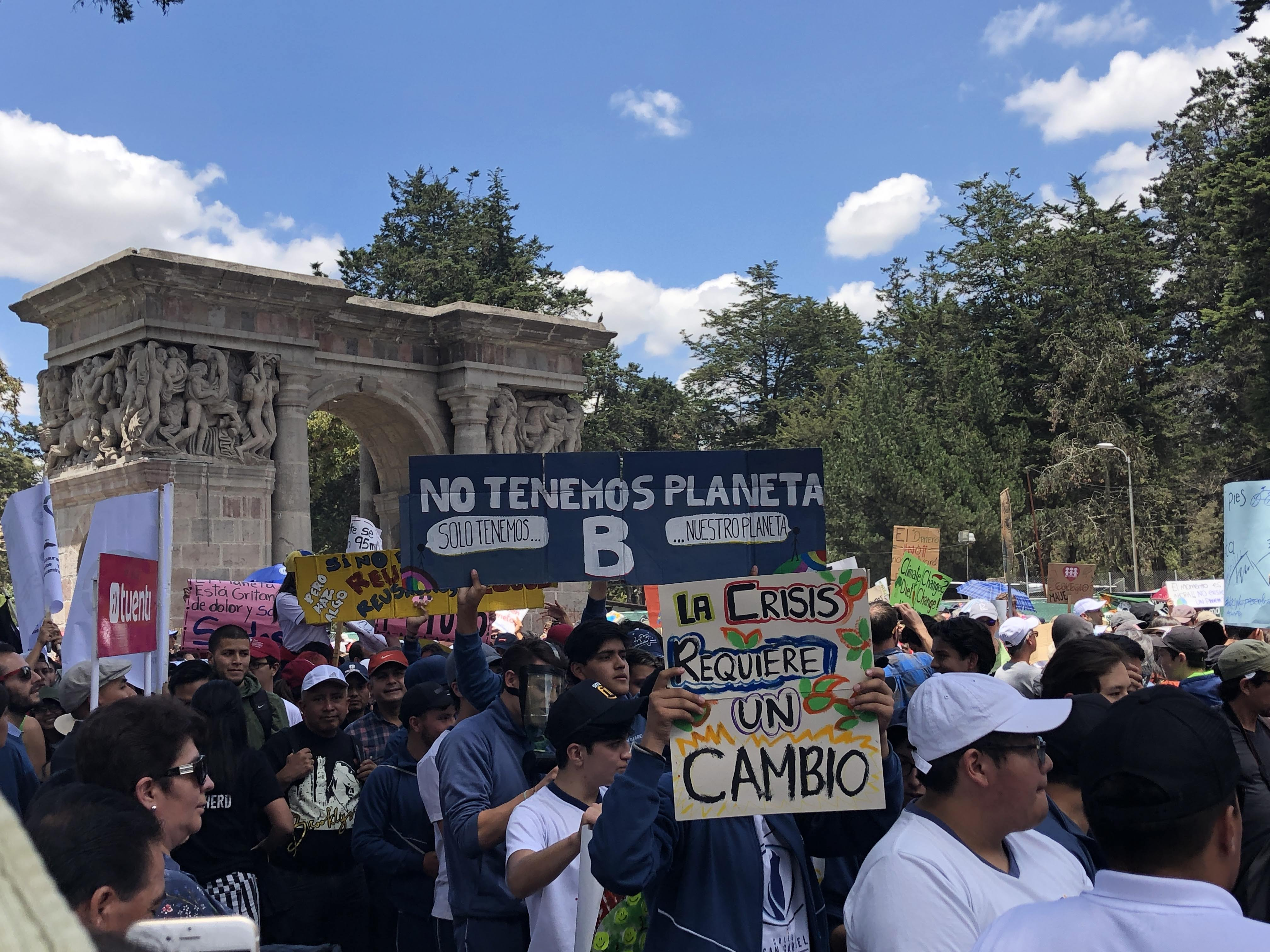
Manifestantes en Quito durante las huelgas climáticas de septiembre de 2019.

Ecuador tiene una geografía diversa y es muy vulnerable al cambio de clima. 
Antisana, Cotopaxi, Chimborazo, Cayambe, el Ilinizas (del norte y del sur), El Altar, y Carihuairazo son los siete glaciares de Ecuador. Todos estos glaciares están localizados en cráteres volcánicos que están afectados por el efecto invernadero. Debido al calentamiento global, el glaciar del Carihuairazo ha perdido el 96% de su superficie. Con el continuo aumento del cambio climático, el glaciar del Carihuairazo podría desaparecer dentro cinco años.
A finales de 2018, había una pérdida promedio a nivel nacional del 53% de la corbertura de los glaciares. El encogimiento de glaciar es un fenómeno natural que siempre ha existido; aun así, en los últimos 20 años el cambio climático ha exacerbado la encogimiento. Los glaciares en Ecuador juegan una función importante en el clima porque reúnen la circulación atmosférica del Pacífico y la húmedad de la región de Amazona.
Debido al calentamiento global fenómenos poco usuales en estas latitudes se han presentado con mayor frecuencia, por ejemplo han existido nevadas recurrentes en Papallacta, provincia del Napo ubicada a cerca de 3000 ms.n.m.; Aunque son algo usuales las olas de frío en la Sierra. Durante los últimos años se han exprimentado temperaturas bajo cero en ciudades como Quito, Ambato, Cuenca, Riobamba y Latacunga.